# Olympische Sommerspiele 1988/Teilnehmer (Tonga)
| Gelbes Symbol für Goldmedaillen mit stilisierten Olympischen Ringen | Graues Symbol für Silbermedaillen mit stilisierten Olympischen Ringen | Braundes Symbol für Bronzemedaillen mit stilisierten Olympischen Ringen |
| ------------------------------------------------------------------- | --------------------------------------------------------------------- | ----------------------------------------------------------------------- |
| —                                                                   | —                                                                     | —                                                                       |

Tonga nahm an den Olympischen Sommerspielen 1988 in Seoul, Südkorea, mit einer Delegation von fünf Sportlern (vier Männer und eine Frau) teil.

## Teilnehmer nach Sportarten

### Boxen
- Filipo Palako Vaka
Mittelgewicht: 17. Platz

- Sione Vaveni Talia'uli
Halbschwergewicht: 9. Platz

- Tualau Fale
Schwergewicht: 9. Platz

### Leichtathletik
- Peauope Suli
100 Meter: Vorläufe
200 Meter: Vorläufe

- Siololovau Ikavuka
Kugelstoßen: 25. Platz in der Qualifikation
Diskuswerfen: 21. Platz in der Qualifikation